# LGツインズ
LGツインズ（エルジー・ツインズ、朝: 엘지 트윈스、英: LG Twins）は、KBOリーグに所属する韓国のプロ野球チームである。ホームタウンはソウル特別市であり、本拠地は同市松坡区の蚕室野球場。LGグループ傘下。KBO創設メンバー6球団の一つ。

## 概要
韓国プロ野球界における人気球団の一つであり、1982年からの累積観客動員では最多を記録している（2018年まで）。チーム名はソウル特別市の汝矣島にあるLG本社オフィスビルであるLGツインタワーに因む。
1982年の韓国プロ野球発足と同時に、韓国文化放送を親会社としてMBC青龍（エムビーシー チョンヨン、朝: MBC청룡、英: MBC Chungyong）が発足。首都のチームとして、3月27日の開幕戦の始球式は、当時の全斗煥大統領が行った。試合は11-7でMBCがサムスン・ライオンズに勝利。1990年、球団売却に伴いラッキー金星グループが親会社となったことから、LGツインズに改称。球団創設時から縁故地はソウル特別市である。
本拠地は、球団創設時は中区の東大門野球場。同シーズン途中より、松坡区の蚕室野球場に移転。現在、同球場を斗山ベアーズと共用している。球団事務所も同球場内にある。練習施設と二軍球場は、京畿道利川市大月面の「LGチャンピオンズパーク」である。

## 歴史

### MBC青龍時代（1982年 - 1989年）
1982年の韓国プロ野球発足と同時に誕生した韓国文化放送（MBC）を親会社とするMBC青龍（資料によっては「MBCブルードラゴンズ」、または「MBCドラゴンズ」とするものもある）としてソウルを本拠地として創設。1983年まではプレイングマネージャーとして、日本プロ野球でも活躍した白仁天が活躍し、1982年には史上唯一のシーズン打率4割（.412）を記録した。しかし、1980年代後半は低迷が続き、毎年のように監督が交代し親会社のMBCの経営陣も球団運営に熱意を見せなかった。結局1989年シーズン終了後、球団の売却を決定、LGグループが当時約130億ウォンで買収してLGツインズとなった。

### LGツインズ時代（1990年 -　）

#### 1990年代
1990年代は4度の韓国シリーズ進出、1990年と1994年に韓国シリーズを制覇するなど、当時のヘテ・タイガースとともに90年代の人気球団としての地位を両分し、「シンパラム（新風）野球｣として一世を風靡した。1990年にLG初代監督として、前身のMBCで活躍した白仁天が迎えられ、球団創設初年度に三星ライオンズをやぶって韓国シリーズ初優勝を果たした。だが翌91年は6位と低迷したため、この年限りで白仁天は退任となった。
1992年から李廣煥監督が就任し、初年度は7位と低迷したが、翌1993年はレギュラーシーズン4位でプレーオフまで進出した。そして1994年、柳志炫、金宰炫などの新人選手、当時プロ2年目の李尚勲などの若手が活躍し、2度目の韓国シリーズ優勝を成し遂げた。
このころがまさにＬＧツインズの黄金時代であり、当時の主なスター選手としては李尚勲、柳志炫、金龍洙、徐容彬、宋九洪、金東洙などがあげられる。
しかし1995年3位、1996年7位と成績が低下すると、李廣煥も1996年シーズン途中で交代となった。このあと監督代行を務めた千普成が監督に昇格し、1997年には2位に浮上したが、韓国シリーズでヘテタイガースに敗れた。1998年も2位だったがまたもやヘテに韓国シリーズで敗れ、1999年には総合6位（ドリームリーグ4位、この年から2000年まで2リーグ制）と低迷したため、千普成監督も退任した。

#### 2000年代
2000年から李光殷が監督に就任し、同年はドリームリーグ1位でプレーオフに進出したが、斗山ベアーズに敗れた。翌01年は6位に終わり、オフにはシーズン途中で監督代行となった金星根が正式に監督に就任した。
2002年、金星根の指揮の下、レギュラーシーズン4位ながら準プレーオフ、プレーオフを勝ち上がり、韓国シリーズに出場したがサムスン・ライオンズに敗れた。しかしフロントとの対立で金星根がこの年限りで退任してから、チームの低迷が始まった。
2003年は1990年代韓国シリーズ優勝に導いた李廣煥監督の再登板となったが、6位に終わりこの年限りで退任した。2004年から李順喆監督が就任したがまた6位に終わり、2005年も3年連続6位だった。
2006年は球団史上初の最下位の屈辱を味わい、シーズン途中で李順喆監督は成績不振で退任となり、オフには同チームのOBであり、現代ユニコーンズを4回優勝に導いた金在博を新監督として迎えた。その初年度の2007年は5位、2年目の2008年は2年ぶり2度目の最下位だった。
2009年は7位で7年連続ポストシーズン進出に失敗し、金在博はこの年限りで退任し、新監督として朴鍾勲が迎えられた。

#### 2010年代
2010年は6位で8年連続でポストシーズン進出に失敗した。
2011年はハンファと同率6位に終わり、9年連続ポストシーズン進出失敗の不名誉な韓国プロ野球新記録を塗り替えてしまった。成績不振の責任を取る形で朴鍾勲監督も辞任し、金杞泰監督が就任した。
2012年は7位でポストシーズン進出失敗記録を10年に伸ばした。2013年はレギュラーシーズン2位で11年ぶりにポストシーズン進出となり、プレーオフから出場したが斗山ベアーズに敗れた。2014年4月23日、最下位に低迷していたためシーズン中にもかかわらず金杞泰監督が辞任し、同年5月11日、楊相汶が監督に就任、レギュラーシーズン4位で1998年以来となる2年連続でポストシーズンへ進出した。NCダイノスとの準プレーオフに勝利し、2年連続プレーオフへ進出したがネクセン・ヒーローズに敗れた。2015年は球団史上最低順位の9位で、3年ぶりにポストシーズン進出を逃した。2016年はレギュラーシーズン4位で2年ぶりにポストシーズンへ進出し、起亜とのワイルドカード決定戦、ネクセンとの準プレーオフで勝利したが、プレーオフで2位のNCダイノスに敗れた。2017年は6位でポストシーズン進出はならず楊相汶監督が退任した。
2018年より柳仲逸監督が就任するも、同年は8位で2年連続ポストシーズン進出はならなかった。2019年はレギュラーシーズン4位で3年ぶりにポストシーズンへ進出するも、準プレーオフでキウム・ヒーローズに敗れた。

#### 2020年代
2020年はレギュラーシーズンの最終戦で斗山と同率3位に並ばれ、直接対決の成績により4位扱いとなりポストシーズンはワイルドカード決定戦から出場、準プレーオフで斗山に敗れ柳仲逸監督が退任、柳志炫が監督に就任した。
2021年はレギュラーシーズン3位で、ポストシーズンは斗山に敗れ3年連続で準プレーオフ敗退となった。
2022年はレギュラーシーズン2位で、ポストシーズンはキウムに敗れプレーオフで敗退、柳志炫監督は退任した。
2023年より 廉京燁監督が就任、1994年以来29年ぶりとなるレギュラーシーズン、韓国シリーズ優勝を果たした。
2024年はレギュラーシーズン3位で、ポストシーズンは準プレーオフでKTウィズに勝つも、プレーオフでサムスンに敗れた。

## エピソード

### ワールドカップの年と韓国シリーズ
このチームはLGに買収された90年からFIFAワールドカップの年には必ず韓国シリーズに進出するというジンクスがあった。また、前身のMBC青龍時代もワールドカップの年はシリーズまでは行かなくとも、必ずAクラスには入っていて、比較的に好相性を見せていた。
1990年にMBCからLGに買収された同球団だが、それまで低迷が続き、MBCとしての最後の年である89年もシーズンの最後に4連勝して、ロッテを0.5ゲーム差で抜いて辛うじて最下位を免れた。90年に白仁天を監督に迎えたものの、6位であった戦力に大きな補強は見当たらず、当然としてシーズン前の評判は決して高くなかった。LGとして迎えた初めてのシーズンである90年も開幕戦を落として、ほぼ2ヶ月間は最下位に低迷した。
しかし、同年の6月上旬から8連勝を挙げてからは、文炳權（ムン・ビョングォン）、金兌源（キム・テウォン）などの若手投手の台頭、それまで抑えだった金龍洙と先発だった鄭三欽の配置転換が功を奏し、勢いに乗ったまま、シーズンの終わりまで上位を維持。レギュラーシーズン最終戦のOBベアーズ戦でこの年の新人王の金東洙（キム・ドンス）のサヨナラホームランでペナントレースを1位で通過、1983年以来7年ぶりの韓国シリーズ進出を確定した。韓国シリーズでは、ポストシーズンでビングレ、ヘテを連破してあがってきた三星ライオンズを4勝0敗のストレートで初優勝を決めた。
その後、初めて経験する優勝の後遺症でモチベーションの低下、主力選手の故障などが重なって、1991年、1992年はふたたび定位置のBクラスに復帰。1993年再び戦力を回復、夏場までシーズン1位の座を巡ってヘテ・タイガースと熾烈なペナントレースを繰り広げたものの9月から失速。結局シーズンを4位で終え、準プレイオフでは3位のOBベアーズを退いたものの、プレイオフで三星ライオンズに敗退した。そこで、チームはシーズンが終わってチームの顔で「ミスターLG」とまで呼ばれた中心打者の金尚勲をヘテの韓大化と交換する大型トレードを敢行した。
こういう経緯もあって次のワールドカップの年である94年シーズンも開幕前の評判は高くなくダークホース程度の評判であった。しかし、この年はメジャーリーグ式の選手の自律性の尊重と投手分業システムを主張してきた李廣煥監督の野球が定着。それに柳志炫、金宰炫、徐溶彬の3人の新人が1、2、3番に座って、揃って新人王級の活躍を見せると、その3人をトレードで入った4番の韓大化が勝負強いバッティングでホームに帰す攻撃パターン、それに主軸投手たちの復調もあって、シーズン序盤から首位を走り、この年もシーズンを1位で通過、4年ぶりのシリーズ進出を決めると、またプレーオフでハンファ・イーグルスを3勝0敗で下して勝ち上がったシリーズ初出場の太平洋ドルフィンズを4勝0敗で下して2度目の優勝を飾る。
その次のワールドカップの年の98年は、前の年韓国シリーズに進出したにもかかわらず、ペナントレースを僅か貯金1という成績で3位で通過、ポストシーズンは準プレーオフから始める羽目になった。ここでシーズン4位のOBベアーズを下して、プレーオフでは2位の三星ライオンズを破り、ワールドカップ年のシリーズ進出を決めた。しかし、この年は圧倒的な戦力を誇っていた現代ユニコーンズの前に2勝4敗で敗退した。
その後の3年間は不振が続き、特に2001年はシーズン始めから35試合で9勝26敗という球団史上最悪のスタートを切り、前の年から采配能力を疑われた李光殷監督を5月途中で解任し、Bクラスチームの再建に実績があった金星根ヘッドコーチを監督に昇格させ、6位でシーズンを終わった。
2002年の前評判も芳しくなく、前半戦はBクラスに低迷していた。しかし、チームはオールスター明けから快進撃を開始、シーズンが終わると前年のチャンピオンの斗山ベアーズを抜き、4位で準プレーオフ進出を確保。そこから、準プレーオフでは現代ユニコーンズを2勝0敗で撃破。プレーオフでは名門再建を掲げシーズン前から大量の戦力補強を行ってシーズンを2位で通過した起亜タイガースを最終戦に持ち込む熱闘の末に3勝2敗で制圧、またこの年も韓国シリーズの進出を決めた。しかし、この年もシリーズでは圧倒的な戦力差を克服できず三星ライオンズの前に2勝4敗で敗退、同球団初の韓国シリーズ優勝を献上した。
その後、金星根監督が新しく就任した球団社長との軋轢で解任され、チームは、その後3年連続6位という成績と監督交代を巡る球団フロントの失政が重なって低迷していた。
そんな中で迎えた次のワールドカップの年の2006年は、前の年も例に倣って、このチームがまた前年の不振を振り払ってまた奇跡的な巻き返しを見せられるか注目されたが、2006年のシーズンは開幕から最下位に低迷し、6月には李順喆監督がシーズン途中ながら成績不振の責任を取り辞任、韓国シリーズ進出どころか、球団史上初めての最下位に沈み、このジンクスも途切れた（前年の2005年まで韓国プロ野球では発足以来、年間を通じて最下位を経験していない球団は三星ライオンズ、とLGツインズの2球団だけだった）。

### チームの人気と親会社の名称変更
当初ツインズの親会社はラッキーゴールドスター（韓国ではラッキー金星）グループと呼ばれ、チームの企業名のLGはその頭文字を取ったものだった。しかし1994年、チームが81勝45敗でレギュラーシーズンを制圧する快進撃を見せると、その年の韓国シリーズでもレギュラーシーズン2位でシリーズまで上がってきた太平洋ドルフィンズに4勝0敗の圧勝で2度目のリーグ制覇。これはすべてのチームに勝ち越しで優勝した完全優勝であり、チームの人気は絶頂に達した。
これを受けた親会社のラッキーゴールドスターグループは、翌年のシーズン前、チームのこの人気を逃さないように、長すぎて呼びづらかった（もともと朝鮮語の発音に向いていなかった）グループ名を記憶しやすく呼びやすいようにチーム名のLGに変更することを決定、グループ傘下企業の名前も全部LGの名前に統一させることにした。
韓国プロ野球では、身売りなしで親会社の名前変更によって傘下のプロチームの企業名が変わることはしばしばあっても（例：ビングレ・イーグルス→ハンファ・イーグルス、OBベアーズ→斗山ベアーズ）、その逆であるこの例は世界でも例を見つけられない、子会社のプロチームによる親会社や他の系列企業の名前の改名とも言えるものであった。

## 歴代成績
| 年度               | レギュラーシーズン | 最終順位 | 試合数  | 勝      | 敗      | 無      | 勝率    |
| MBC青龍            | MBC青龍            | MBC青龍  | MBC青龍 | MBC青龍 | MBC青龍 | MBC青龍 | MBC青龍 |
| ------------------ | ------------------ | -------- | ------- | ------- | ------- | ------- | ------- |
| 1982               | 3位/6チーム        | 3位      | 80      | 46      | 34      | 0       | 0.575   |
| 1983               | 1位/6チーム        | 準優勝   | 100     | 55      | 43      | 2       | 0.561   |
| 1984               | 4位/6チーム        | 4位      | 100     | 51      | 48      | 1       | 0.515   |
| 1985               | 5位/6チーム        | 5位      | 110     | 44      | 65      | 1       | 0.404   |
| 1986               | 3位/7チーム        | 3位      | 108     | 59      | 41      | 8       | 0.590   |
| 1987               | 5位/7チーム        | 5位      | 108     | 50      | 51      | 7       | 0.495   |
| 1988               | 6位/7チーム        | 6位      | 108     | 40      | 64      | 4       | 0.389   |
| 1989               | 6位/7チーム        | 6位      | 120     | 49      | 67      | 4       | 0.425   |
| LG TWINS           |                    |          |         |         |         |         |         |
| 1990               | 1位/7チーム        | 優勝     | 120     | 71      | 49      | 0       | 0.592   |
| 1991               | 6位/8チーム        | 6位      | 126     | 53      | 72      | 1       | 0.425   |
| 1992               | 7位/8チーム        | 7位      | 126     | 53      | 70      | 3       | 0.433   |
| 1993               | 4位/8チーム        | 4位      | 126     | 66      | 57      | 3       | 0.536   |
| 1994               | 1位/8チーム        | 優勝     | 126     | 81      | 45      | 0       | 0.643   |
| 1995               | 2位/8チーム        | 3位      | 126     | 74      | 48      | 4       | 0.603   |
| 1996               | 7位/8チーム        | 7位      | 126     | 50      | 71      | 5       | 0.417   |
| 1997               | 2位/8チーム        | 準優勝   | 126     | 73      | 51      | 2       | 0.587   |
| 1998               | 3位/8チーム        | 準優勝   | 126     | 63      | 62      | 1       | 0.504   |
| 1999               | 3位/4チーム        | 3位      | 132     | 61      | 70      | 1       | 0.466   |
| 2000               | 1位/4チーム        | 4位      | 133     | 67      | 63      | 3       | 0.515   |
| 2001               | 6位/8チーム        | 6位      | 133     | 60      | 71      | 2       | 0.458   |
| 2002               | 4位/8チーム        | 準優勝   | 133     | 66      | 61      | 6       | 0.520   |
| 2003               | 6位/8チーム        | 6位      | 133     | 60      | 71      | 2       | 0.458   |
| 2004               | 6位/8チーム        | 6位      | 133     | 59      | 70      | 4       | 0.457   |
| 2005               | 6位/8チーム        | 6位      | 126     | 54      | 71      | 1       | 0.432   |
| 2006               | 8位/8チーム        | 8位      | 126     | 47      | 75      | 4       | 0.385   |
| 2007               | 5位/8チーム        | 5位      | 126     | 58      | 62      | 6       | 0.483   |
| 2008               | 8位/8チーム        | 8位      | 126     | 46      | 80      | 0       | 0.365   |
| 2009               | 7位/8チーム        | 7位      | 133     | 54      | 75      | 4       | 0.406   |
| 2010               | 6位/8チーム        | 6位      | 133     | 57      | 71      | 5       | 0.429   |
| 2011               | 6位/8チーム        | 6位      | 133     | 59      | 72      | 2       | 0.450   |
| 2012               | 7位/8チーム        | 7位      | 133     | 57      | 72      | 4       | 0.442   |
| 2013               | 2位/9チーム        | 3位      | 128     | 74      | 54      | 0       | 0.578   |
| 2014               | 4位/9チーム        | 4位      | 128     | 62      | 64      | 2       | 0.492   |
| 2015               | 9位/10チーム       | 9位      | 144     | 64      | 78      | 2       | 0.451   |
| 2016               | 4位/10チーム       | 4位      | 144     | 71      | 71      | 2       | 0.500   |
| 2017               | 6位/10チーム       | 6位      | 144     | 69      | 72      | 3       | 0.489   |
| 2018               | 8位/10チーム       | 8位      | 144     | 68      | 75      | 1       | 0.476   |
| 2019               | 4位/10チーム       | 4位      | 144     | 79      | 64      | 1       | 0.552   |
| 2020               | 4位/10チーム       | 4位      | 144     | 79      | 61      | 4       | 0.564   |
| 2021               | 4位/10チーム       | 4位      | 144     | 72      | 58      | 14      | 0.563   |
| 2022               | 3位/10チーム       | 3位      | 144     | 87      | 55      | 2       | 0.613   |
| 2023               | 1位/10チーム       | 優勝     | 144     | 86      | 56      | 2       | 0.606   |
| 2024               | 3位/10チーム       | 3位      | 144     | 76      | 66      | 2       | 0.535   |
| KBO 通算43シーズン | KBO 通算43シーズン | 3回優勝  | 5491    | 2658    | 2692    | 131     | 0.497   |

## 在籍選手

### 首脳陣

#### 一軍
| 背番号 | 名前   | 読み               | 役職                     |
| ------ | ------ | ------------------ | ------------------------ |
| 85     | 廉京燁 | ヨム・ギョンヨプ   | 監督                     |
| 81     | 金廷俊 | キム・ジョンジュン | 首席コーチ               |
| 83     | 鄭守盛 | チョン・スソン     | 作戦コーチ               |
| 99     | 金光三 | キム・グァンサム   | 投手コーチ               |
| 97     | 牟唱民 | モ・チャンミン     | 打撃コーチ               |
| 94     | 金齎聿 | キム・ジェユル     | 打撃コーチ補佐           |
| 73     | 金一慶 | キム・イルギョン   | 守備コーチ               |
| 74     | 宋志晩 | ソン・ジマン       | 外野守備走塁コーチ       |
| 80     | 朴勍完 | パク・キョンワン   | バッテリーコーチ         |
| 93     | 張盡榕 | チャン・ジンヨン   | ブルペンコーチ           |
| 88     | 金勇逸 | キム・ヨンイル     | ヘッドトレーニングコーチ |
| 69     | 劉鉉元 | ユ・ヒョンウォン   | コンディショニングコーチ |
| 87     | 安英兌 | アン・ヨンテ       | コンディショニングコーチ |
| 91     | 李権燁 | イ・グォンヨプ     | コンディショニングコーチ |
| 95     | 高正煥 | コ・ジョンファン   | コンディショニングコーチ |
| 98     | 朴宗坤 | パク・チョンゴン   | コンディショニングコーチ |

#### 二軍
| 背番号 | 名前   | 読み               | 役職                         |
| ------ | ------ | ------------------ | ---------------------------- |
| 70     | 李炳圭 | イ・ビョンギュ     | 監督                         |
| 77     | 鄭周賢 | チョン・ジュヒョン | 作戦コーチ                   |
| 71     | 金京泰 | キム・ギョンテ     | 投手コーチ                   |
| 86     | 申在雄 | シン・ジェウン     | 投手コーチ                   |
| 38     | 姜東佑 | カン・ドンウ       | 打撃コーチ                   |
| 72     | 黄炳一 | ファン・ビョンイル | 打撃コーチ                   |
| 79     | 孫智煥 | ソン・ジファン     | 守備コーチ                   |
| 78     | 梁営洞 | ヤン・ヨンドン     | 外野守備走塁コーチ           |
| 82     | 崔敬哲 | チェ・ギョンチョル | バッテリーコーチ             |
| 96     | 裵耀翰 | ぺ・ヨハン         | 総括コンディショニングコーチ |
| なし   | 梁僖俊 | ヤン・ヒジュン     | コンディショニングコーチ     |

#### 残留軍
| 背番号 | 名前   | 読み               | 役職                     |
| ------ | ------ | ------------------ | ------------------------ |
| 84     | 李鍾雲 | イ・ジョンウン     | 責任コーチ               |
| 75     | 金容儀 | キム・ヨンウィ     | 作戦コーチ               |
| 92     | 崔尚徳 | チェ・サンドク     | 投手コーチ               |
| 76     | 尹鎮浩 | ユン・ジンホ       | 守備コーチ               |
| 89     | 梁元赫 | ヤン・ウォンヒョク | 外野守備走塁コーチ       |
| 68     | 呂虔旭 | ヨ・ゴンウク       | リハビリコーチ           |
| なし   | 崔載薫 | チェ・ジェフン     | コンディショニングコーチ |
| なし   | 金鍾旭 | キム・ジョンウク   | コンディショニングコーチ |

### 投手
| 背番号 | 選手名                   | 読み               | 投 | 打 | 備考                                                           |
| ------ | ------------------------ | ------------------ | -- | -- | -------------------------------------------------------------- |
| 0      | 金庾寧                   | キム・ユヨン       | 左 | 左 |                                                                |
| 1      | 任燦圭                   | イム・チャンギュ   | 右 | 右 |                                                                |
| 11     | 咸徳柱                   | ハム・ドクチュ     | 左 | 左 |                                                                |
| 12     | 金大鉉                   | キム・デヒョン     | 右 | 右 |                                                                |
| 13     | 宋昇基                   | ソン・スンギ       | 左 | 左 | 兵役から復帰                                                   |
| 18     | 鄭又栄                   | チョン・ウヨン     | 右 | 左 | 16から背番号変更                                               |
| 19     | 朴示洹                   | パク・シウォン     | 右 | 右 | 2025年新人ドラフト6巡目 育成選手から追加登録 121から背番号変更 |
| 20     | 禹康訓                   | ウ・ガンフン       | 右 | 右 | 61から背番号変更                                               |
| 21     | 李玗澯                   | イ・ウチャン       | 左 | 左 |                                                                |
| 25     | 裵在俊                   | ぺ・ジェジュン     | 右 | 右 |                                                                |
| 28     | 沈昌珉                   | シム・チャンミン   | 右 | 右 | NCから移籍                                                     |
| 29     | 孫珠瑛                   | ソン・ジュヨン     | 左 | 左 |                                                                |
| 30     | アンダース・トルハースト |                    | 右 | 右 | 新外国人                                                       |
| 31     | 李政容                   | イ・ジョンヨン     | 右 | 左 | 兵役から復帰                                                   |
| 32     | 李知鋼                   | イ・ジガン         | 右 | 右 | 50から背番号変更                                               |
| 34     | 成東炫                   | ソン・ドンヒョン   | 右 | 右 | 58から背番号変更                                               |
| 35     | 金栄準                   | キム・ヨンジュン   | 右 | 右 |                                                                |
| 37     | 金江栗                   | キム・ガンリュル   | 右 | 右 | 斗山からFA移籍                                                 |
| 39     | 朴明根                   | パク・ミョングン   | 右 | 右 |                                                                |
| 40     | 李鐘濬                   | イ・ジョンジュン   | 右 | 右 |                                                                |
| 42     | 金珍成                   | キム・ジンソン     | 右 | 右 |                                                                |
| 43     | 許溶株                   | ホ・ヨンジュ       | 右 | 右 | 育成選手から追加登録 111から背番号変更                         |
| 45     | 金眞秀                   | キム・ジンス       | 右 | 右 |                                                                |
| 46     | ジョニー・チリノス       |                    | 右 | 右 | 新外国人                                                       |
| 48     | 陳佑泳                   | チン・ウヨン       | 右 | 右 |                                                                |
| 49     | 金綜雲                   | キム・ジョンウン   | 右 | 右 | 2025年新人ドラフト7巡目 育成選手から追加登録 122から背番号変更 |
| 50     | 張現植                   | チャン・ヒョンシク | 右 | 右 | 起亜からFA移籍                                                 |
| 54     | 劉泳澯                   | ユ・ヨンチャン     | 右 | 右 |                                                                |
| 56     | 崔採興                   | チェ・チェフン     | 左 | 左 | サムスンから崔原態のFA移籍に伴う補償選手として移籍             |
| 57     | 金走昷                   | キム・ジュオン     | 右 | 右 | 52から背番号変更                                               |
| 58     | 許峻赫                   | ホ・ジュンヒョク   | 右 | 右 | 兵役から復帰                                                   |
| 61     | 白昇玄                   | ベク・スンヒョン   | 右 | 右 | 18から背番号変更                                               |
| 67     | 金映祐                   | キム・ヨンウ       | 右 | 右 | 2025年新人ドラフト1巡目                                        |
| 100    | 姜旻                     | カン・ミン         | 右 | 右 | 育成選手                                                       |
| 101    | 趙建熙                   | チョ・ゴンヒ       | 左 | 左 | 育成選手                                                       |
| 102    | 金亨煜                   | キム・ヒョンウク   | 右 | 右 | 育成選手                                                       |
| 105    | 李ミドゥウム             | イ・ミドゥウム     | 右 | 右 | 37から背番号変更 育成選手                                      |
| 109    | 安施厚                   | アン・シフ         | 右 | 右 | 2025年新人ドラフト9巡目 育成選手                               |
| 111    | 全逡鎬                   | チョン・ジュンホ   | 右 | 右 | 32から背番号変更 育成選手                                      |
| 112    | 崔用河                   | チェ・ヨンハ       | 右 | 右 | 60から背番号変更 育成選手                                      |
| 114    | 白善琪                   | ベク・ソンギ       | 左 | 左 | 育成選手                                                       |
| 115    | 金儀俊                   | キム・ウィジュン   | 右 | 右 | 育成選手                                                       |
| 116    | 高英雄                   | コ・ヨンウン       | 左 | 左 | 2025年新人ドラフト10巡目 育成選手                              |
| 118    | 成峻序                   | ソン・ジュンソ     | 右 | 右 | 2025年新人ドラフト11巡目 育成選手                              |
| 119    | 河栄進                   | ハ・ヨンジン       | 右 | 右 | 育成選手                                                       |
| 120    | 金志勇                   | キム・ジヨン       | 左 | 左 | 育成選手                                                       |
| 125    | 任晶均                   | イム・ジョンギュン | 右 | 右 | 兵役から復帰 育成選手                                          |
| 126    | 元商薫                   | ウォン・サンフン   | 左 | 左 | 兵役から復帰 育成選手                                          |
| 127    | 梁眞赫                   | ヤン・ジンヒョク   | 右 | 右 | 兵役から復帰 育成選手                                          |
| 129    | 金雄                     | キム・ウン         | 右 | 右 | 新入団 育成選手                                                |
| 130    | 趙愿兌                   | チョ・ウォンテ     | 左 | 左 | 兵役から復帰 育成選手                                          |
| 未定   | 李祥栄                   | イ・サンヨン       | 左 | 左 | 26から背番号変更                                               |
| 未定   | 金株完                   | キム・ジュワン     | 左 | 左 | 兵役から復帰                                                   |
|        | 李旻澔                   | イ・ミンホ         | 右 | 右 | 軍保留選手                                                     |
|        | 金允植                   | キム・ユンシク     | 左 | 左 | 軍保留選手                                                     |
|        | 鄭旨軒                   | チョン・ジホン     | 右 | 右 | 軍保留選手                                                     |
|        | 呉昇胤                   | オ・スンユン       | 左 | 左 | 軍保留選手 育成選手                                            |
|        | 金鍾宇                   | キム・ジョンウ     | 右 | 右 | 軍保留選手 育成選手                                            |
|        | 葁碩賢                   | カン・ソクヒョン   | 左 | 左 | 軍保留選手 育成選手                                            |

### 捕手
| 背番号 | 選手名 | 読み                 | 投 | 打 | 備考                    |
| ------ | ------ | -------------------- | -- | -- | ----------------------- |
| 00     | 李瀚林 | イ・ハンリム         | 右 | 右 | 2025年新人ドラフト3巡目 |
| 26     | 李柱憲 | イ・ジュホン         | 右 | 右 | 63から背番号変更        |
| 27     | 朴東原 | パク・トンウォン     | 右 | 右 |                         |
| 44     | 金成祐 | キム・ソンウ         | 右 | 右 |                         |
| 47     | 金準兌 | キム・ジュンテ       | 右 | 左 | KTからトレード移籍      |
| 106    | 朴珉淏 | パク・ミンホ         | 右 | 右 | 育成選手                |
| 128    | 全景轅 | チョン・ギョンウォン | 右 | 右 | SSGから移籍 育成選手    |
|        | 裵江   | ペ・ガン             | 右 | 右 | 軍保留選手 育成選手     |

### 内野手
| 背番号 | 選手名                 | 読み               | 投 | 打 | 備考                                   |
| ------ | ---------------------- | ------------------ | -- | -- | -------------------------------------- |
| 2      | 文保景                 | ムン・ボギョン     | 右 | 左 |                                        |
| 4      | 申旼宰                 | シン・ミンジェ     | 右 | 左 |                                        |
| 5      | 金周成                 | キム・ジュソン     | 右 | 右 |                                        |
| 6      | 具本奕                 | ク・ボンヒョク     | 右 | 右 |                                        |
| 7      | 李栄斌                 | イ・ヨンビン       | 右 | 左 |                                        |
| 10     | 呉智煥                 | オ・ジファン       | 右 | 左 |                                        |
| 16     | 金旻洙                 | キム・ミンス       | 右 | 右 | 53から背番号変更                       |
| 23     | オースティン・ディーン |                    | 右 | 右 |                                        |
| 36     | 金成珍                 | キム・ソンジン     | 右 | 右 |                                        |
| 52     | 孫鎔濬                 | ソン・ヨンジュン   | 右 | 右 | 育成選手から追加登録 113から背番号変更 |
| 53     | 文禎彬                 | ムン・ジョンビン   | 右 | 右 | 育成選手から追加登録 118から背番号変更 |
| 55     | 金凡錫                 | キム・ボムソク     | 右 | 右 |                                        |
| 59     | 千成虎                 | チョン・ソンホ     | 右 | 左 | KTからトレード移籍                     |
| 63     | 秋税懸                 | チュ・セヒョン     | 右 | 右 | 2025年新人ドラフト2巡目                |
| 65     | 李太勲                 | イ・テフン         | 右 | 左 | 2025年新人ドラフト4巡目                |
| 103    | 金遂牣                 | キム・スイン       | 右 | 右 | 43から背番号変更 育成選手              |
| 104    | 嚴太敬                 | オム・テギョン     | 右 | 左 | 兵役から復帰 育成選手                  |
| 107    | 金度潤                 | キム・ドユン       | 右 | 右 | 育成選手                               |
| 110    | 禹訂安                 | ウ・ジョンアン     | 右 | 左 | 2025年新人ドラフト8巡目 育成選手       |
| 117    | 姜旻均                 | カン・ミンギュン   | 右 | 右 | 兵役から復帰 育成選手                  |
| 123    | 檏建宇                 | パク・ゴンウ       | 右 | 左 | 育成選手                               |
| 124    | 廓珉昊                 | クァク・ミンホ     | 右 | 右 | 兵役から復帰 育成選手                  |
| 131    | 宋大賢                 | ソン・デヒョン     | 右 | 右 | 兵役から復帰 育成選手                  |
| 未定   | 金儒珉                 | キム・ユミン       | 右 | 右 | 117から背番号変更 育成選手             |
|        | 崔明炅                 | チェ・ミョンギョン | 右 | 左 | 軍保留選手                             |
|        | 金大原                 | キム・デウォン     | 右 | 右 | 軍保留選手                             |

### 外野手
| 背番号 | 選手名 | 読み               | 投 | 打 | 備考                            |
| ------ | ------ | ------------------ | -- | -- | ------------------------------- |
| 3      | 崔元栄 | チェ・ウォンヨン   | 右 | 右 | 38から背番号変更                |
| 8      | 文晟柱 | ムン・ソンジュ     | 左 | 左 |                                 |
| 14     | 宋燦宜 | ソン・チャンウィ   | 右 | 右 |                                 |
| 15     | 安益勲 | アン・イクフン     | 左 | 左 |                                 |
| 17     | 朴海旻 | パク・ヘミン       | 右 | 左 |                                 |
| 22     | 金賢洙 | キム・ヒョンス     | 右 | 左 |                                 |
| 24     | 咸昌建 | ハム・チャンゴン   | 左 | 左 |                                 |
| 51     | 洪昌基 | ホン・チャンギ     | 右 | 左 |                                 |
| 60     | 徐英準 | ソ・ヨンジュン     | 右 | 右 | 2025年新人ドラフト5巡目補足指名 |
| 62     | 崔承民 | チェ・スンミン     | 右 | 左 |                                 |
| 64     | 朴寬祐 | パク・グァンウ     | 左 | 左 | 2025年新人ドラフト5巡目         |
| 66     | 金泫宗 | キム・ヒョンジョン | 右 | 右 |                                 |
| 132    | 権董赫 | クォン・ドンヒョク | 右 | 右 | 兵役から復帰 育成選手           |
| 133    | 李浚壻 | イ・ジュンソ       | 左 | 左 | 兵役から復帰 育成選手           |
|        | 李載原 | イ・ジェウォン     | 右 | 右 | 軍保留選手                      |
|        | 沈揆斌 | シム・ギュビン     | 右 | 左 | 軍保留選手 育成選手             |

## 永久欠番
| 金龍洙 |

- 9  - 李炳圭（イ・ビョンギュ、2017年7月9日 - ）
- 33 - 朴龍澤（パク・ヨンテク、2022年7月3日 - ）
- 41 - 金龍洙（キム・ヨンス、1999年4月20日 - ）

## 主な退団・引退選手およびコーチング・スタッフ

### 韓国人選手
金在博（キム・ジェバク、在籍年度1982 - 1991）
元LGツインズ監督(2007 - 2009)
李光殷（イ・グァンウン、在籍年度1982 - 1991）
MBC球団の創設メンバーで球団を代表した強打者。ポジションは主にサード、後にレフトを守ったこともある。
1991年シーズンオフ、若返りを図った球団から金在博とともに引退勧告を受けた時、現役続行を選んで太平洋ドルフィンズに移籍した金在博と違って、引退を引き受けて1992年からコーチに就任。
将来の監督候補のライバルだった金在博はこの件で球団との間に溝が生じて監督として古巣に戻るのに15年が掛かったのに対して、コーチとしてチームに残って2000年シーズン監督に昇格。球団初の生え抜き監督の栄光を手にした。しかし、同年のプレーオフで継投を間違って敗退すると、翌シーズン、開幕から9勝26敗の惨状の責任をとって5月途中で辞任した。現在は母校の延世大学の監督を勤めている。
金尚勲（キム・サンフン、在籍年度1984 - 1993）
MBC時代は「ミスター青龍」と呼ばれ、LGになってからは初代「ミスターLG」の名を冠した好打者。88年.354の高打率で首位打者になる。1993年オフ、韓大化との交換トレードでヘテ・タイガースに移籍した。
金龍洙（キム・ヨンス、在籍年度1985 - 2000）
韓国プロ野球通算最多セーブおよびセーブポイント記録保持者。キャリア序盤は切れ味のあるスライターを武器にして「剃刀」のニックネームをとっていた。入団初年度は平凡な成績に終わったが、翌年抑えに転向すると開花。選手生活の後半はチームの事情によって先発と抑えを行き来しながらも両方で好成績を上げており、最多勝利投手になったこともある。通算成績は126勝89敗227セーブ、防御率2.98。いまだ、チームの通算最多勝利と最多セーブの両方の記録を持っている。佐々木主浩についでアジアで2人目で通算200セーブを突破して、個人通算100勝、200セーブの記録ははアジアではただ一人。この記録はメジャーリーグでも3人しか持っていない。現役時代につけていた背番号41はLGツインズ史上初の永久欠番となった。現役引退後はLGの投手コーチなどをつとめた。2010年5月より中央大学校野球部監督となったが、2012年11月、審判に金銭を渡した嫌疑で韓国アマチュア野球界から3年間の資格停止の処分を受けた。
鄭三欽（チョン・サムフム、在籍年度1985 - 1996）
宣銅烈は大学の同期で大学時代は彼の影に隠れて目立たなかった。プロ入り後、登板機会を得て実力を認められるようになった。しかし、自己主張がつよく、チームの首脳陣と確執を見せる事も多かった。成績も敗戦数が多かったが、チームの戦力が整ってくると勝ち数の方が上回るようになり、ローテーションの柱になる。1996年、球団初の100勝投手になるが、球威の低下によって球団から引退勧告を受ける。結局、この年限りで引退を表明、同球団のコーチに就任。現在は韓國富川（ブチョン）高校野球部の監督を務めている。
キャリア初期の負け数の多さが響いて通算成績は106勝121敗47セーブと負け越した。ハンファの宋津宇（ソン・ジヌ）に抜かれるまでは、韓国プロ野球で通算最多敗戦の記録を持っていた。頭脳派として知られ、研究熱心でもあり、コーチとしてもコンピュータを用いた当時では新しい指導法を導入したりして後輩を育てあげる。このことで、1998年、韓国政府から新知識人に選ばれたこともある。
金兌源（キム・テウォン、在籍年度1986 - 1998）
入団当初は剛速球を放るピッチャーとして毎年期待されながら、度胸不足と制球難で伸び悩んでいた。いわゆる未完の大器の典型のような選手だった。1990年、白仁天監督が赴任して、同監督のスパルタ式トレーニングの下で急速に成長、その年18勝をあげて初優勝に貢献。以後、ローテーションの一角として働いた。1993年、サンバンウル・レイダース戦でノーヒット・ノーランを達成。チーム史上唯一のノーヒット・ノーラン記録者である。
盧燦曄（ノ・チャンヨプ、在籍年度1989 - 1997）
MBC青龍の最後の新人で、1987年のシーズンオフにMBCから指名を受けたが、ソウルオリンピック出場のため、1年遅れて入団。新人の時から打線の主軸になった。鋭いバッティングが持ち味で「剣客」というニックネームがついた。しかし、1993年シーズン、頭を直撃したデッドボールの影響で視力に問題が生じ、その後の成績は降下の一途をたどる。これが引退を早める原因になった。
金東洙（キム・ドンス、在籍年度1990 - 1999）
LGツインズ最初の新人として入団。球団側は支離滅裂としていたMBC時代末期のイメージの払拭のため、彼を球団を代表するスターとして前面に出そうとした。1990年、新人王を獲得でその期待に応えて、韓国球界を代表するキャッチャーに成長する。
1999年シーズンオフ、FA宣言して、三星ライオンズに移籍。その後、SKワイバーンズ、現代ユニコーンズ、ヒーローズと渡り歩き、2009年に引退した。現在はネクセン・ヒーローズのバッテリーコーチを務めている。
2009年現在、韓国プロ野球の野手では現役最年長、ピッチャーを含んでもハンファの宋津宇（ソン・ジヌ）に続いて2番目で、2009年シーズン現役で1軍試合の出場を果たし、野手としては実働20年を記録した最初の選手となった。
宋九洪（ソン・グホン、在籍年度1991 - 1997、2000）
1992年、球団史上初の年間20本塁打を記録して、7位に沈んだチームの中心打者として台頭。この年は、盗塁も20を記録して、俊足巧打のイメージを確立する。翌年の1993年は、リードオフとショートとしてチームを牽引して、3年ぶりのポストシーズン進出に貢献。しかし、1994年シーズンは兵役の問題で全シーズンを欠場、韓国シリーズ優勝の年にはチームと一緒にいられなかった。1995年にチームに復帰。
闘志が前面に出るプレーでファンに愛されたが、柳志炫の入団でサードにコンバートされてからは、守備に精彩を欠いてエラーが続出。1997年のシーズンオフ、ヘテ・タイガースにトレード。サンバンウル・レイダースを経て、2000年シーズン古巣に復帰するが、その年限りで引退。現在はLGツインズの守備コーチを務めている。
韓大化（ハン・デファ、在籍年度1994 - 1995）
強打の三塁手として活躍した。
李尚勲（イ・サンフン、在籍年度1993 - 1997、2002 - 2003）
元中日ドラゴンズ。日本での登録名はサムソン・リー。
柳志炫（ユ・ジヒョン、在籍年度1994 - 2004）
ショートとして金在博を彷彿する巧みな守備や俊足巧打、賢いプレーでファンの人気を集めた。1994年の新人王。
2001年のシーズン後の年俸交渉で本人の希望額と球団側の提示額の差を埋めないまま、調停に持っていき、ここで勝利。韓国プロ野球史上初めて、年俸調停で選手が勝利する先例を残す。しかし、ここからこの件を快く思わなかった球団側の冷遇が始まり、出場機会が大幅に減少。野手陣の若返り策に出た球団の方針によって2004年シーズン後半からはほぼコーチ扱いされ、引退か移籍かの選択を迫られる。結局2004年シーズンを終えて正式に引退を表明、2005年シーズンからコーチに就任。2006年のシーズン前には、コーチングスタッフとして第1回WBCに参加。2006年シーズン後退団し、アメリカにコーチ研修に赴く。帰国後LGのコーチに復帰。2021年よりLGの監督となる。
金宰炫（キム・ジェヒョン、在籍年度1994 - 2004）
柳志炫、徐容彬とともに1994年の新人旋風の中心の一人。パワーヒッターとしての片鱗を見せ、新人ながら21本塁打を記録。LGツインズとOBベアーズは、広い蚕室球場をホームに持って、1992年になってようやく年間20本塁打を超えた打者を輩出した。こういう状況の中で、高卒間もない新人として年間20本塁打を軽く超えて、長距離砲の候補として期待を集める。しかし、その後は長打力はなかなか成長を見せず、年間20ホームラン以上を記録したのは新人の年を含めて2度しかない。その反面、打率の方は2000年から6年連続3割を記録。
2002年シーズン途中、「大腿骨頭無血性壊死」という奇病を診断され、選手生命の危機に立たされる。しかし、これを承知で韓国シリーズに強行出場、代打で活躍し、ファンに強い印象を残す。手術を経て、無事チームに復帰したものの、それからの活躍の可能性に疑いを持った球団側は再発の場合を想定した裏面契約を迫り、球団に不信感を持つようになる。この件を根にもって、2003年シーズンオフ、FA宣言して、SKワイバーンズに移籍。チームを代表するスター選手に対する球団側の粗末な扱いにファンからの批判の嵐が起こされた。SKでは3度の韓国シリーズ優勝に貢献し、2010年シーズン終了後に引退。2011年は米国のロサンゼルス・ドジャース傘下A級に属するグレートレイクス・ルーンズ、2012年は日本・読売ジャイアンツでコーチ研修を受けた。2013年からスポーツ専門ケーブルテレビ局の解説者になった。
徐容彬（ソ・ヨンビン、在籍年度1994 - 2006）
2014年は中日ドラゴンズ打撃コーチ補佐だった。
趙寅成（チョ・インソン、在籍年度1998 - 2011）
2000年ごろから約10年にわたって強肩強打の捕手として活躍した。2006年韓国代表。2009年には試合中に観客の前で沈秀昶とマウンド付近で口論し、シーズンの残り試合を全て2軍で送ったこともあった。2011年オフ、FAを行使しSKワイバーンズに移籍。
朴明桓（パク・ミョンファン、在籍年度2007 - 2012）
2006年オフ、FAで斗山ベアーズから移籍。2007年に10勝を挙げた以外は故障で苦しみ1軍での登板数も少なく、大きく期待を裏切り2012年限りで退団。
李大炯（イ・デヒョン、在籍年度2003 - 2013）
2007年から2010年まで4年連続盗塁王の快足の選手。2013年オフにFAを行使してKIAタイガースに移籍。
李晋暎（イ・ジンヨン、在籍年度2009 - 2015）
国民的右翼手というあだ名を持つ選手。KTウィズから特別指名を受けて退団。
李炳圭（イ・ビョンギュ、在籍年度1997 - 2006、2010 - 2016）
元中日ドラゴンズ。現役時代に背負った背番号9は永久欠番に指定された。
鄭成勲（チョン・ソンフン、在籍年度2009 - 2017）
ウリ・ヒーローズからFAで加入し、史上7人目の通算2000本安打を達成した。
奉重根（ポン・ジュングン、在籍年度2007 - 2018）
MLBでも活躍し、LGでは当初先発として起用された後に抑えに転向。
朴龍澤（パク・ヨンテク、在籍年度2002 - 2020）
2020年、KBOリーグ史上初の個人通算2500安打を達成。現役19年間、LGのみに所属したフランチャイズスターで背番号33は永久欠番に指定された。
鄭根宇（チョン・グヌ、在籍年度2020）
野球韓国代表で活躍した二塁手。現役最後の一年をLGで過ごした。
車雨燦（チャ・ウチャン、在籍年度2017 - 2022）
野球韓国代表で活躍した投手。在籍中に3回国際大会を経験。
宋恩範（ソン・ウンボム、在籍年度2019 - 2023）
徐建昌（ソ・ゴンチャン、在籍年度2008 - 2009、2021 - 2023）
現起亜タイガース。
高佑錫（コ・ウソク、在籍年度2017 - 2023）
現デトロイト・タイガース。

### 外国人選手
金時哲（キム・シチョル、在籍年度1982）
日本名は石川厚。元読売ジャイアンツ。肩の故障の影響で2試合のみの登板に終わり、1年限りで退団した。
李源国（イ・ウォングク、在籍年度1983）
本名はエルネスト・カルロス。元東京オリオンズ。メキシコ国籍を取得して、メキシカンリーグでプレーした後に入団したが、1年限りで退団した。
柳高雄（ユ・ゴウン、在籍年度1985－1988）
日本名は柳沢高雄。元中日ドラゴンズ。1983年の張明夫（チャン・ミョンブ、日本名:福士明夫）、1984年の金日融（キム・イリュン、日本名:新浦寿夫）などの活躍に触発された、在日韓国人選手スカウトブームに乗って入団した内野手。しかし、4年の在籍期間中は主に二塁手を務めて、守備はある程度こなしたものの、打撃は期待を下回った。
金信夫（キム・シンブ、在籍年度1990）
日本名は金城信夫。元南海ホークス。太平洋より移籍したが、出場機会に恵まれず、1年限りで退団した。
崔一彦（チェ・イルオン、在籍年度1990）
日本名は山本一彦。
崔塞浩（チェ・セホ、在籍年度1995－1996）
日本名は高山塞浩。引退後は中日ドラゴンズでブルペン捕手や通訳を務めた。
ジム・テータム（在籍年度2000）
元ヤクルトスワローズ。負傷の為1年限りで退団し、そのまま現役引退。
李一義（イ・イルィ、在籍年度2002－2003）
日本名は吉本一義。元福岡ダイエーホークス。ダイエー退団後テストでLGへ入団。2002年は主に代打として72試合に出場したが、翌年はわずか2試合の出場にとどまり、その年限りで退団。
金真裕（キム・ジニュ、在籍年度2003-2005）
日本名は山田真裕。日本の社会人チームを経て入団したが、3年間の在籍でわずか6試合のみの登板に終わり退団。
ウィン（在籍年度2004）
元オリックス・ブルーウェーブ。韓国での登録名は苗字の方を取って「フタド（후타도）」だった。LGでは開幕4連敗と1勝もあげられないまま、期待に応えられず5月に解雇となった。
アル・マーティン（在籍年度2004）
レス・ウォーランド（在籍年度2005）
元横浜ベイスターズ。成績は19試合に登板、4勝10敗1S、防御率5.04。2010年斗山ベアーズと契約し、5年ぶりに韓国プロ野球へ復帰。
バディ・カーライル（在籍年度2006）
元阪神タイガース、北海道日本ハムファイターズ。シーズン途中の5月に入団。当初は抑えとして期待されていたが、中継ぎに定着し好投。終盤には先発でも起用されたが結果は残せなかった。
成績は32試合に登板、2勝6敗2S、防御率3.25。リリーフでの好投を買われてLG側から契約延長を打診されたが、個人事情で固辞して退団。2007年はアトランタ・ブレーブスとマイナー契約を結んだ。
ティム・ハリッカラ（在籍年度2007）
サムスンから移籍したが、16試合登板で6勝8敗、防御率5.21と期待に応えられずシーズン途中に退団した。
ペドロ・バルデス（在籍年度2007）
元福岡ダイエーホークス。長打力不足の解消のため主砲として期待され入団し、最初は4番を任されたが、ヒットは安定して打つものの一発に欠けるため次第に3番での起用が増えた。選球眼に優れ四球は多く出塁率は高かったが、年間13本塁打では外国人打者としては迫力不足で、外野の守備範囲も狭かったため1年限りでの退団となった。
ジェイミー・ブラウン（在籍年度2008）
元阪神タイガース。韓国では2006年から2007年まで三星ライオンズに在籍し、2年連続2ケタ勝利を記録。三星を自由契約となったあと、その実績を買われ2008年はLGと契約したが、期待を大きく裏切り1勝5敗、7点台の防御率の成績に終わり、5月で解雇となった。
クリス・オクスプリング（在籍年度2007－2009）
元阪神タイガース。2007年シーズン途中に入団し、右の先発として活躍し2008年には10勝をあげた。しかし2009年はひじ痛で1試合も登板できずにシーズン途中退団となった。
ロベルト・ペタジーニ（在籍年度2008-2009）
元ヤクルトスワローズ、読売ジャイアンツ、福岡ソフトバンクホークス。2008年から2009年まで4番打者として活躍。
エドガー・ゴンザレス（在籍年度2010）
開幕から6連敗と期待に応えられず、5月に解雇された。
岡本真或（在籍年度2010）
元中日ドラゴンズ、埼玉西武ライオンズ、東北楽天ゴールデンイーグルス。西武を自由契約となった後、中日時代の恩師である高橋三千丈コーチの勧めでLGのテストを受け、2010年に選手契約を結び、球団史上初の日本人選手（外国人登録されない在日韓国人を除く）となった。2010年シーズン当初は抑えとして起用され16セーブを記録したが、次第に信頼を失ってしまいこの年限りで退団した。
ラダメス・リズ（在籍年度2011-2013）
元東北楽天ゴールデンイーグルス。
ベン・ジュキッチ（在籍年度2011-2013）
ジョシュ・ベル（在籍年度2014）
エベレット・ティーフォード（在籍年度2014）
ブラッド・スナイダー（在籍年度2014）
コリー・リオーダン（在籍年度2014）
ジャック・ハナハン（在籍年度2015）
ルーカス・ハレル（在籍年度2015）
デビッド・ハフ（在籍年度2016-2017）
元東京ヤクルトスワローズ。
ルイス・ヒメネス（在籍年度2015-2017）
元東北楽天ゴールデンイーグルス。
ジェームズ・ローニー （在籍年度2017）
ヘンリー・ソーサ （在籍年度2015-2018）
アドニス・ガルシア （在籍年度2018）
トミー・ジョゼフ （在籍年度2019）
カルロス・ペゲーロ （在籍年度2019）
元東北楽天ゴールデンイーグルス。
タイラー・ウィルソン （在籍年度2018-2020）
ロベルト・ラモス （在籍年度2020-2021）
ジャスティン・ボーア （在籍年度2021）
元阪神タイガース
アンドリュー・スアレス （在籍年度2021）
元東京ヤクルトスワローズ
リオ・ルイーズ （在籍年度2022）
ロベル・ガルシア （在籍年度2022）
アダム・プルトコ （在籍年度2022-2023）
ケイシー・ケリー （在籍年度2019-2024）
ディートリック・エンス （在籍年度2024）
元埼玉西武ライオンズ
エリエセル・エルナンデス （在籍年度2024-2025）

### 在日韓国人・外国人コーチ
水谷寿伸（在籍年度1986-1987）
元中日ドラゴンズ。
金永徳（在籍年度1997-1998）
元南海ホークス。日本名は金彦任重。
清家政和（在籍年度2001-2002）
元阪神タイガース、西武ライオンズ、ヤクルトスワローズ。
加藤初（在籍年度2002、2006）
元西鉄ライオンズ、読売ジャイアンツ。
宇都博之（在籍年度2006）
元読売ジャイアンツトレーニングコーチ
高橋三千丈（在籍年度2009-2011）
元中日ドラゴンズ。
芹澤裕二（在籍年度2019-2020）
元中日ドラゴンズ。
崔一彦（在籍年度2019-2020）
日本名は山本一彦。

## 歴代監督
前任監督の辞任や解任によって務めた監督代行は歴代監督に含み、出場停止や休養などで一時的に代行を務める時は含まない。
- 白仁天（ペク・インチョン、1982-1983.4.25）
姦通罪で逮捕されたため、1983年シーズン途中解任
  - 兪百萬（ユ・ベンマン、1983.4.26.-1983.6.8.）監督代行
  - 韓東和（ハン・ドンファ、1983.6.9.-1983.6.18.)監督代行
- 金東燁（キム・ドンヨプ、1983.6.19.-1983年シーズン終了）
- 魚友洪（オ・ウホン、1984-1985.6.17.）
1985年シーズン途中成績不振で解任。
  - 韓東和（1985.6.18.-1985.6.22.)監督代行
- 金東燁【第2次】（1985.6.23. - 1987.7.10.）
1987年シーズン途中成績不振と球団側との軋轢によって解任。
- 兪百萬（1987.7.11.－1988）
1987年シーズンは監督代行
- 裵聖瑞（ペ・ソンソ、1989）
- 白仁天【第2次】（1990 - 1991）
LGとしては初代、7年ぶり復帰
- 李廣煥（イ・グァンファン、1992 - 1996.7.23.）
1996年シーズン途中、成績不振の責任を取って解任
- 千普成（チョン・ボソン、1996.7.24. - 1999）
1996年シーズンは監督代行
- 李光殷（イ・グァンウン、2000 - 2001.5.15.）
2001年シーズン途中、成績不振の責任を取って解任
- 金星根（キム・ソングン、2001.5.16. - 2002）
2001年シーズンは監督代行
- 李廣煥【第2次】（2003）
前回の優勝の経歴を買われて7年ぶり復帰も宣銅烈を監督として招こうとする球団側の思惑で1年で2軍監督として勇退。
- 李順喆（イ・スンチョル、2004 - 2006.6.5.）
成績不振の責任を取って辞任
  - 梁承浩（ヤン・スンホ、2006.6.6. - 2006シーズン終了）監督代行
- 金在博（キム・ジェバク、2007 - 2009）
- 朴鍾勲（パク・チョンフン、2010 - 2011）
- 金杞泰（キム・ギテ、2012 - 2014.4.23）
  - 趙啓顕（チョ・ゲェヒョン、2014.4.24 - 5.11）※ 首席コーチのまま指揮を執り監督不在であったが、事実上の監督代行であった。
- 楊相汶（ヤン・サンムン、2014.5.13 - 2017)
- 柳仲逸（リュ・ジュンイル、2018 - 2020）
- 柳志炫（リュ・ジヒョン、2021 - 2022）
- 廉京燁（ヨム・ギョンヨプ、2023 - ）